# Jacob Gilles

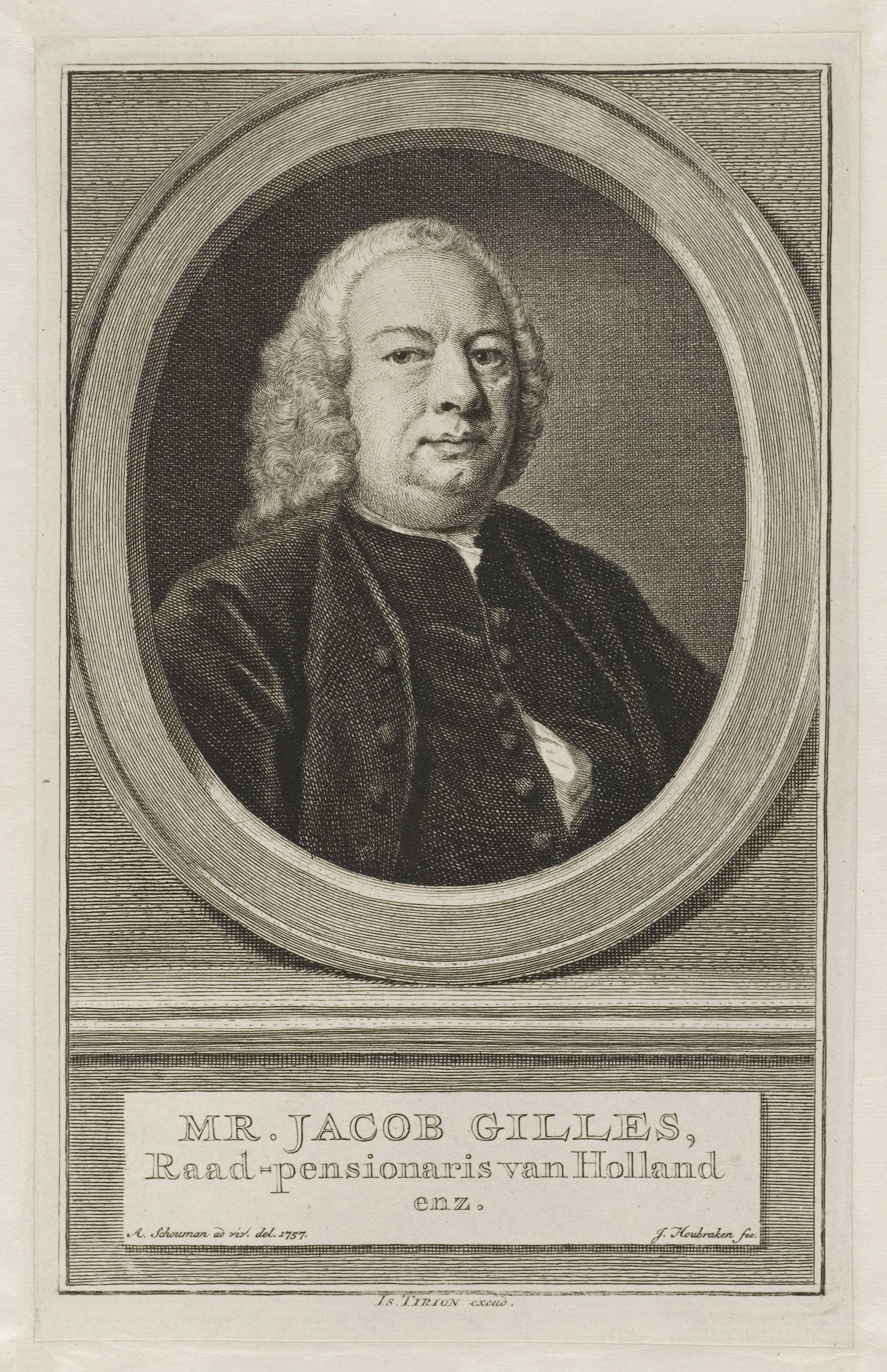
Jacob Gilles

Jacob Gilles (* 1691 in Kollum; † 10. September 1765 in Ypenburg) war als Ratspensionär zwischen den Jahren 1746 und 1749 der höchste Regierungsbeamte der Staaten von Holland und Westfriesland.
Jacob Gilles war der erste Haarlemer Pensionär, der auch zum Ratspensionär Hollands und Westfrieslands erwählt wurde. Dieses Amt hatte er vom 23. September 1746 bis zum 18. Juni 1749 inne. Gilles war ein sogenannter Staatsgesinnter Politiker, das heißt, er war gegen die Wiedereinsetzung des Hauses Oranien-Nassau als Statthalter der Republik der Vereinigten Niederlande.
Im Jahre 1747 musste er es schweigsam erdulden, dass mit Wilhelm IV. ein neuer „Erbstatthalter“ aus dem Haus Oranien-Nassau benannt wurde.